# Arsenius Kligel
Arsenius Kligel, též Kliegel, Kliegl, Kligl nebo Klegel, byl františkán německého jazyka žijící a působící v české řádové provincii a českých zemích. Narodil se zřejmě okolo roku 1690, někdy před rokem 1712 složil řádové sliby a byl vysvěcen na kněze. V září 1712 byl ustanoven svátečním kazatelem v Jindřichově Hradci a v této funkci setrval jeden rok. Na počátku roku 1716 pobýval v Plzni a když 1. února zemřel plzeňský františkánský kvardián Antonín Rhon, byl ustanoven místo něj klášterním představeným.  Ovšem jen na asi půl roku, v září 1717 byl na další řádové kapitule jako plzeňský kvardián řádně zvolen Kristián Cást.
Bratr Arsenius Kligel byl autorem v rukopise zachované duchovní přípravy na smrt Praeparatio ad mortem sancte obeundam Mensibus singulis. Dílo napsal během svého pobytu v klášteře v Hostinném v roce 1727. Sám zemřel 13. dubna 1745 v Kadani.